# مارسلو مسیاس
مارسلو مسیاس (به پرتغالی: Marcelo Messias) مدافع اهل برزیل است که در شهر پاراناگوئه-پارانا، برزیل و در تاریخ ۹ نوامبر ۱۹۸۱ به دنیا آمده‌است.
مارسلو مسیاس در تیم‌های فوتبال Rio Branco، Grêmio-RS، Antigua Guatemala، باشگاه فوتبال فاس، Isidro Metapán، Chalatenango، Isidro Metapán، Águila، باشگاه فوتبال آلیانسا، Petapa، باشگاه فوتبال آلیانسا سابقهٔ حضور دارد.